# Friedrich Decker (Politiker)

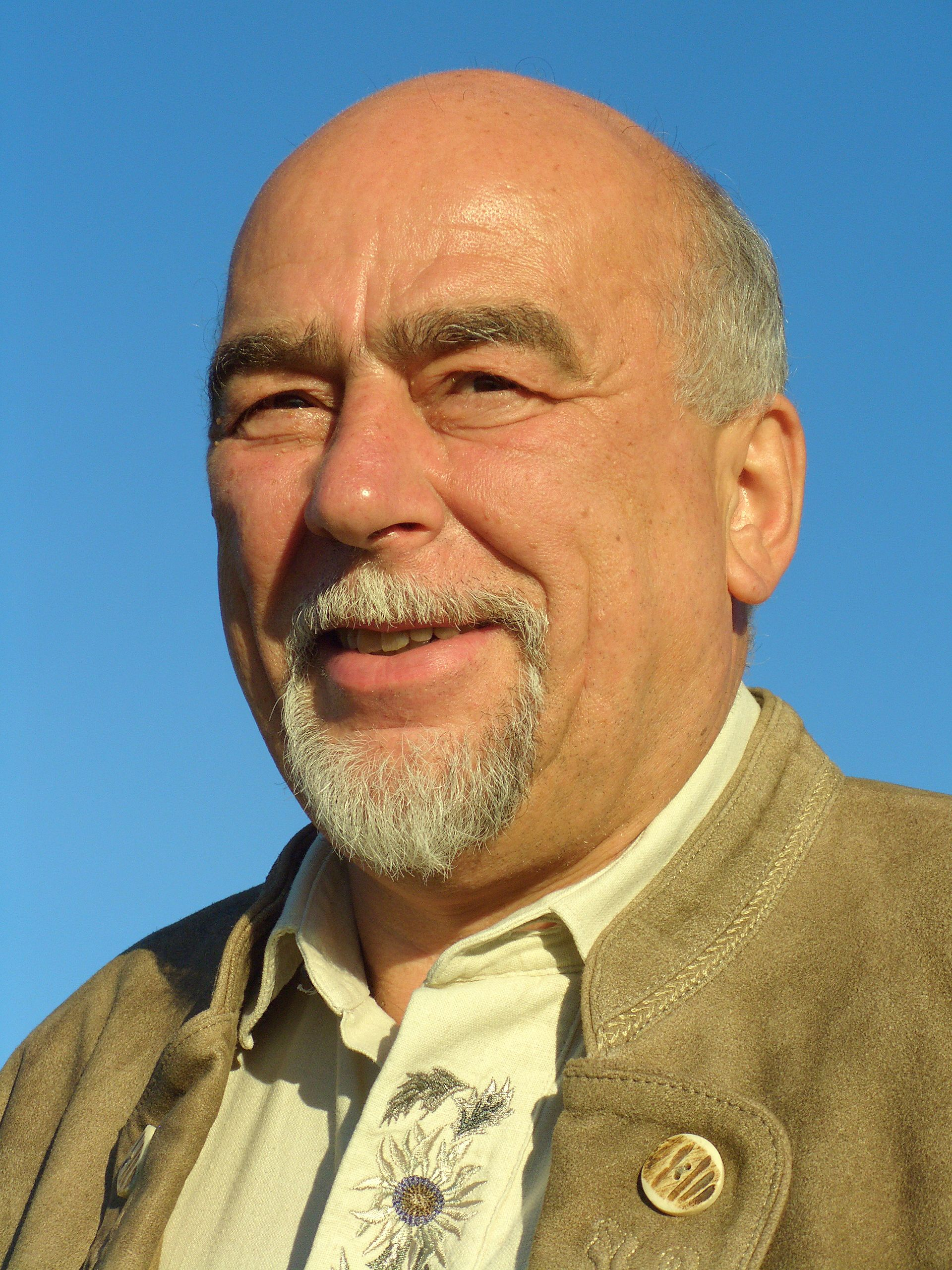
Friedrich Decker (2007)

Friedrich Decker (* 29. Juni 1947 in Ottweiler-Steinbach) ist ein deutscher Politiker (SPD) und ehemaliger Oberbürgermeister der Kreisstadt Neunkirchen.

## Ausbildung und Beruf
Friedrich Decker wuchs im Ottweiler Stadtteil Steinbach auf und besuchte die Volks- und Realschule. Neben seiner Lehre als Vermessungstechniker beendete er erfolgreich die Aufbauschule in Neunkirchen und absolvierte von 1966 bis 1969 in Mainz sein Ingenieurstudium im Fachgebiet Vermessungstechnik. In den Jahren 1969 bis 1971 Ausübung seines Berufes als Vermessungsingenieur.  Von 1971 bis 1972 leistete er seine Wehrpflicht bei der Bundeswehr mit einer Ausbildung zum Reserveoffizier. 1972 begann Decker sein Studium an der Universität Kaiserslautern im Fachgebiet Städtebau, Raum- und Umweltplanung, das er 1975 als Diplom-Ingenieur abschloss.
1975 nahm Decker seine Tätigkeit bei der Stadtverwaltung der Kreisstadt Neunkirchen auf, wurde 1977 Leiter des Planungsamtes und im Jahr 1983 Leiter des Bau- und Planungsamtes. In diese Zeit fiel der große Strukturwandel der Stadt Neunkirchen. Nach den Schließungplänen  und dem Abriss des Neunkircher Eisenwerkes galt es, eine Industriebrache von etwa 100 ha zu revitalisieren, ein völlig neues Stadtzentrum zu gestalten, Gewerbeflächen anzulegen und industrielle Altlasten zu beseitigen.
Neben Stadtrat, Verwaltung, Oberbürgermeister Peter Neuber (SPD) und Bürgermeister Ewald Groß (CDU) war Decker maßgeblich an der Entwicklung Neunkirchens von einem Industriestandort zu einem Dienstleistungszentrum beteiligt.  1979 entstand mit diversem Einzelhandel das Blieszentrum und im Jahr 1989 wurde mit Ansiedlung des ECE-Saarparkcenters in Neunkirchen das damals größte innerstädtische Einkaufscenter des Saarlandes eröffnet.

## Politik
Seit 1974 ist Friedrich Decker Mitglied der SPD. Im Jahr 1988 wurde er vom Stadtrat der Kreisstadt Neunkirchen zum Bürgermeister gewählt. Nach Berufung des Oberbürgermeisters Peter Neuber als Staatssekretär in das Finanzministerium des Landes Niedersachsen 1990 wurde Friedrich Decker vom Neunkircher Stadtrat als sein Nachfolger in das Amt des Oberbürgermeisters gewählt.
Bei der ersten Direktwahl in Neunkirchen am 23. Januar 2000 konnte sich Friedrich Decker mit einem Stimmenanteil von 79,4 % gegen Karl Albert (CDU, 18,8 %) durchsetzen.
Von 1997 bis zum 30. September 2009 war Decker Präsident des saarländischen Städte- und Gemeindetages. Seit 1988 ist er Mitglied der Deutschen Akademie für Städtebau und Landesplanung.
Am 11. September 2008 gab Friedrich Decker bekannt, dass er bei der Oberbürgermeisterwahl am 7. Juni 2009 nicht für eine weitere Amtszeit kandidieren werde und er sein Amt am 30. September 2009 beendet. Zu seinem Nachfolger wurde der bisherige Bürgermeister Jürgen Fried (SPD) gewählt, der sich u. a. gegen Michael Schley (CDU) im ersten Wahlgang durchsetzte.

## Ehrungen
Friedrich Decker wurde am 1. Februar 2012 mit dem Saarländischen Verdienstorden ausgezeichnet.

## Persönliches
Friedrich Decker ist verheiratet und hat einen erwachsenen Sohn (Jochen Decker, * 1976). Neben seinem Interesse für Geschichte ist Decker ein profunder Kenner der saarländischen und lothringischen Flora und Fauna.